# 甲山镇
甲山镇，是中华人民共和国河北省承德市承德县下辖的一个乡镇级行政单位。

## 行政区划
甲山镇下辖以下地区：
武场村、二道河村、山嘴村、富台子村、大石子沟村、石洞子村、王杖子村、赵家庄村、南台村、于家院村、松桡沟门村、料北沟门村、兰窝村、黄杖子村、缸沟子村、黄庄村、下杖子村、丁杖子村、老扈沟村、甲山东梁村和甲山西梁村。